# Montagne du Fourneau
Vous lisez un « bon article » labellisé en 2014.
La montagne du Fourneau est un sommet situé dans le parc national du Lac-Témiscouata au Québec (Canada). Elle doit son nom au fait que l'on utilisait durant la première moitié du XIXe siècle les gisements de calcaire de la montagne pour alimenter un four à chaux situé au fort Ingall. Elle a été ensuite utilisée comme territoire forestier par les propriétaires de la seigneurie de Madawaska. Les terres non concédées de la seigneurie ont été acquises par le gouvernement du Québec en 1969.
La montagne a comme particularité d'abriter une pinède rouge à pin blanc, un groupement forestier qui a été classé écosystème forestier exceptionnel en 2003 en raison de sa rareté dans l'Est du Québec. Cette rareté est due au peu de feux de forêt que la région subit en raison de l'humidité. Elle est aussi située dans le plus grand ravage (habitat d'hivernage) de cerf de Virginie du Bas-Saint-Laurent. Elle a été incluse dans le parc national du Lac-Témiscouata lors de sa création en 2009.

## Toponymie
La montagne du Fourneau doit probablement son nom à la présence d'un four destiné à transformer le calcaire en chaux qui était situé près du fort Ingall, sur la rive opposée du lac,. Lors de la construction du fort Ingall en 1839, les Britanniques ont utilisé le calcaire de la montagne en le transformant en chaux. Ils s'en servaient pour fabriquer le mortier et blanchir l'intérieur et l'extérieur des bâtiments.
La montagne a aussi porté les noms de « mont Lennox », « mont Wisik » et « montagne à Fourneau ».

## Géographie

### Situation
La montagne du Fourneau est située dans le Sud-Est du Québec, au Canada, dans la région administrative du Bas-Saint-Laurent et la municipalité régionale de comté de Témiscouata. Elle est située entièrement dans le territoire de la municipalité de la paroisse de Saint-Michel-du-Squatec et dans le parc national du Lac-Témiscouata. La montagne est particulièrement visible du lac Témiscouata, qui forme une équerre par rapport à la montagne, et de Cabano, qui n'est qu'à trois kilomètres du sommet.

### Topographie
La montagne du Fourneau fait partie, avec les monts Wissick et la montagne des Blocs, d'un ensemble de crêtes alignées avec le synclinal Squatec-Cabano. Elles sont alignées sur un axe sud-ouest—nord-est, ce qui correspond aux grands axes de plissement appalachiens. L'altitude de ces sommets varie de 300 à 380 m pour culminer avec la montagne du Fourneau ainsi qu'avec un sommet sans nom près du lac Aubert. La montagne du Fourneau est bordée par un escarpement de 170 m au contact du lac Témiscouata.

### Géologie
Les roches de la montagne font partie de la formation de Saint-Léon, datant du Silurien tardif et du Dévonien précoce, composée de mudstones et de grès avec massif à laminaire et à nodules de calcaire. Cette formation fait partie de la ceinture de Gaspé, qui comprend des roches des mêmes périodes qui ont été déformées et métamorphisées lors de l'orogenèse acadienne, il y a environ 400 millions d'années. Elle constitue également, avec les formations de Robitaille et de Lac Croche, le synclinal Squatec-Cabano. Celui-ci est délimité à l'est et à l'ouest par deux failles de chevauchement qui délimitent la montagne des roches plus anciennes. Le relief positif du synclinal s'explique principalement du fait qu'il est composé de roches plus résistantes que celles environnantes.
En bas de la falaise de l'escarpement, on retrouve une importante colonie d’algues fossilisées.

### Climat
Selon la classification numérique des climats mondiaux de Litynski, le climat de la montagne du Fourneau est de type subpolaire, subhumide, de continentalité intermédiaire avec une insolation inférieure à la moyenne mondiale. Selon la station météorologique de Notre-Dame-du-Lac (320 m), entre 1981 et 2010, la température annuelle moyenne est de 3,2 °C, avec une moyenne des températures de −13,7 °C en janvier et de 17,9 °C en juillet. Les précipitations annuelles y sont de 1 000 mm, dont 259 cm de neige. La région connaît une saison sans gel en moyenne de 122 jours. Les précipitations de la région y sont comparables à celles des monts Notre-Dame et de la rive sud du fleuve Saint-Laurent, cependant, elle est l'une des régions recevant le moins de neige annuellement dans le Québec méridional. L'insolation moyenne annuelle est de 1 706 heures, ce qui représente un déficit de 348 heures par rapport à Montréal.
Le sommet de la montagne est sujet à un phénomène d'inversion thermique, c'est-à-dire que durant la nuit, lorsque le ciel est clair et que le vent est faible, le sol des pentes perd sa chaleur par irradiation directe vers l'espace, faisant en sorte que l'air refroidi devient plus dense et coule dans le fond des vallées. Les températures minimales y sont donc en moyenne de 1,3 °C alors que sans inversion elles seraient de 1 °C plus élevées.
| Mois                              | jan.  | fév.  | mars  | avril | mai  | juin | jui.  | août | sep. | oct. | nov. | déc.  | année   |
| --------------------------------- | ----- | ----- | ----- | ----- | ---- | ---- | ----- | ---- | ---- | ---- | ---- | ----- | ------- |
| Température minimale moyenne (°C) | −18,4 | −16,2 | −10,1 | −2,3  | 4,4  | 9,8  | 12,7  | 11,7 | 7    | 1,4  | −5   | −12,8 | −1,5    |
| Température moyenne (°C)          | −13,7 | −11,4 | −5,5  | 2,3   | 10   | 15,3 | 17,9  | 16,8 | 11,7 | 5,5  | −1,7 | −9    | 3,2     |
| Température maximale moyenne (°C) | −9    | −6,5  | −0,9  | 6,8   | 15,6 | 20,8 | 23,1  | 21,9 | 16,4 | 9,6  | 1,6  | −5,1  | 7,9     |
| Précipitations (mm)               | 77    | 61,5  | 60    | 69,1  | 90,2 | 96,9 | 118,9 | 95,9 | 87,2 | 88,7 | 83,2 | 71,4  | 1 000,1 |
| dont neige (cm)                   | 60    | 49    | 39    | 20    | 3    | 0    | 0     | 0    | 0    | 3    | 33   | 51    | 259     |

| Diagramme climatique                                  |               |             |             |             |             |               |              |           |            |           |               |
| J                                                     | F             | M           | A           | M           | J           | J             | A            | S         | O          | N         | D             |
| −9−18,477                                             | −6,5−16,261,5 | −0,9−10,160 | 6,8−2,369,1 | 15,64,490,2 | 20,89,896,9 | 23,112,7118,9 | 21,911,795,9 | 16,4787,2 | 9,61,488,7 | 1,6−583,2 | −5,1−12,871,4 |
| Moyennes : • Temp. maxi et mini °C • Précipitation mm |               |             |             |             |             |               |              |           |            |           |               |

### Faune et flore
La faune de la région du Témiscouata est composée de 40 espèces de mammifères ; parmi elles, une vingtaine se retrouve dans le parc. Les espèces les plus communes y sont le Cerf de Virginie, l'Orignal, le Lièvre d'Amérique, la Martre d'Amérique, le Vison d'Amérique, le Renard roux, le coyote et le Rat musqué. La montagne est entièrement incluse dans le ravage du Cerf de Virginie du lac Témiscouata, le plus vaste du Bas-Saint-Laurent,.
La forêt de la montagne du Fourneau fait partie du domaine bioclimatique de la sapinière à Bouleau jaune, c'est-à-dire que la forêt régionale en milieu moyen devrait être principalement composée de Sapin baumier et de Bouleau jaune en stade de succession terminale,. Cependant, les épidémies de tordeuses des bourgeons de l'épinette, un ravageur naturel, ont décimé les sapins ; la forêt dominante du sommet est maintenant constituée du peuplier et du Bouleau à papier, des feuillus intolérants. Le sapin devrait à terme y reprendre sa place puisqu'il domine la régénération. Au sud de la montagne, on trouve une érablière à sucre.
On retrouve sur les versants escarpés ouest et sud-ouest de la montagne une pinède rouge à Pin blanc, exceptionnelle tant par sa rareté dans l'Est du Québec, que par superficie (207 ha). Ce peuplement est dû à des feux de forêt répétés à cet endroit. Elle est actuellement dominée par des Pins rouges atteignant 18 mètres de hauteur et un diamètre de 32 cm. Elle a pour origine un feu datant d'environ 1860. Le Pin rouge est accompagné du Pin blanc, de l'Épinette noire, du Sapin baumier, du Thuya occidental, du Peuplier baumier et du Bouleau à papier. La strate arbustive est composée de Fougère-aigle, d'Airelle et de Chimaphile à ombelles. On retrouve aussi dans les sous-bois le Quatre-temps, la Linnée boréale, l'Aralie à tige nue et la Maïanthème du Canada.

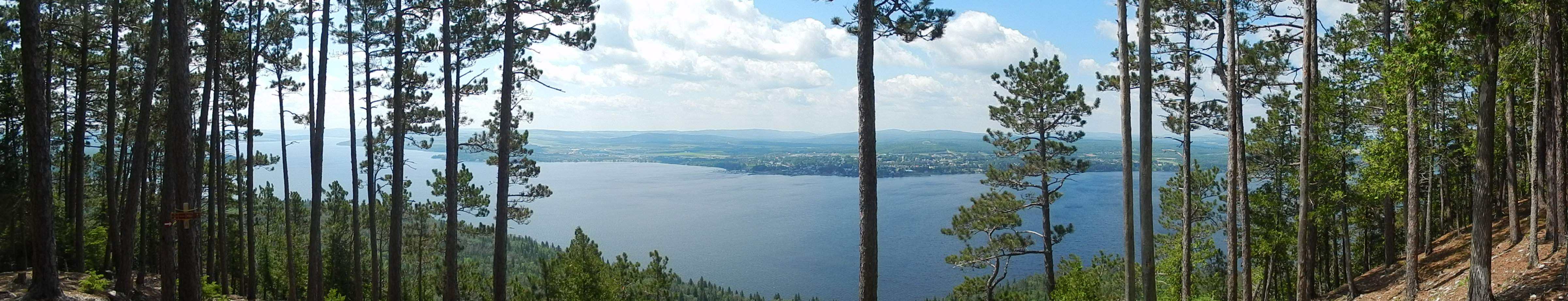
La pinède et le lac Témiscouata.

L'escarpement et les talus d'éboulis de la montagne abritent la seule occurrence de la région pour quelques espèces : le Carex ivoirin, le Cryptogramme de Steller, la Cynoglosse boréale (Cynoglossum virginianum var. boreale), la Dryoptère odorante, le Pin gris, la Ptérospore à fleurs d’Andromède, l'Airelle rouge, la Woodsie d'Elbe et la Woodsie glabre.

## Histoire

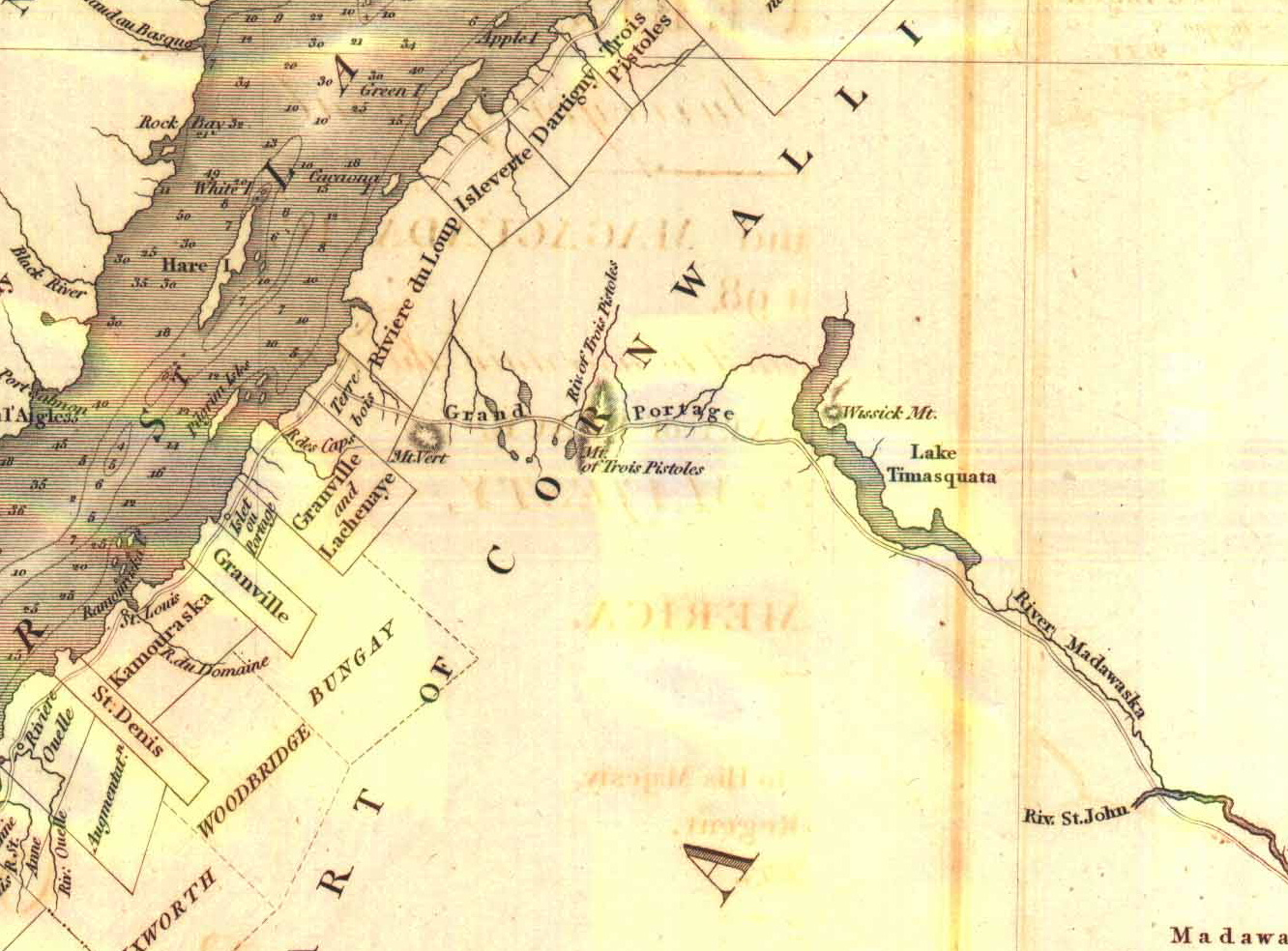
Extrait de la carte du Bas-Canada de l'arpenteur Samuel Holland de 1813 montrant le chemin du portage de Témiscouata. La montagne du Fourneau y est indiquée sous le nom de « Wissick Mountain ».

Les plus vieilles traces d’occupation humaine de la région sont datées de 9 000 à 9 400 ans avant le présent sur un site archéologique du Paléoindien à quelques kilomètres au nord de Saint-Michel-du-Squatec. Situé sur un axe de circulation important reliant la baie de Fundy au fleuve Saint-Laurent, le lac Témiscouata était connu d'au moins quatre groupes amérindiens : les Malécites, les Micmacs, les Montagnais et les Iroquoiens du Saint-Laurent. Il y a 1 000 ans, la région était occupée par les Malécites. Les recherches archéologiques montrent que la région était fréquentée de manière saisonnière par des populations très mobiles. Au Sylvicole supérieur, entre 500 et 1 000 ans avant le présent, des indices archéologiques tendent à démontrer que les populations du lac Témiscouata entretenaient des liens commerciaux avec la vallée du Saint-Laurent et la baie de Fundy.
L'existence du lac Témiscouata est connue des premiers Français à avoir mis pied en Amérique. Samuel de Champlain a été informé de la présence du lac dès 1604, avant la fondation de Québec en 1608. La première voie d'eau entre le fleuve Saint-Laurent et le fleuve Saint-Jean passait par la rivière des Trois Pistoles et ensuite par la rivière Ashberish ou la rivière Touladi. Cette route est remplacée avec le temps par le portage du Témiscouata, un chemin reliant Rivière-du-Loup à Cabano. Cette route devient capitale, en particulier en hiver, pour relier Québec à l'Acadie lors du régime français et Québec à Halifax après la conquête britannique. La seigneurie de Madawaska, où est située la montagne, est concédée à Charles Aubert de La Chesnaye en 1685, mais la région ne sera jamais colonisée lors du régime français, celle-ci étant isolée et peu sécuritaire.
La colonisation du Témiscouata commence à partir des années 1850 et s'effectue surtout du côté ouest. La construction de la route reliant le Québec au Nouveau-Brunswick en 1860 et la construction du Témiscouata Railway en 1888 accentue le développement démographique et économique de la région. Quant au reste du territoire de la seigneurie de Madawaska, il passe entre les mains de plusieurs hommes d'affaires et de compagnies forestières. Il est acquis en 1911 par la compagnie Fraser. Ces compagnies forestières conservent de vastes pans de terres privées comme réserve forestière. C'est ainsi que tout l'est du lac, à l'exception de Saint-Juste-du-Lac, est resté vierge de toute occupation humaine. L'exploitation forestière le long de la Vieille Route (au sud de la montagne) commence à partir de la fin du XIXe siècle. Des camps de bûcherons sont installés aux deux milles, aux six milles et aux douze milles à partir du quai du lac Témiscouasta. Chaque hiver, ces camps pouvaient contenir une centaine d’hommes. Vers la fin des années 1930, une ligne téléphonique est installée le long de la Vieille Route pour faciliter les communications. Jusqu’aux années 1940, Saint-Michel-du-Squatec est relié à Cabano par la Vieille Route et la traversée du lac s'effectue par traversier.
En 1969, le gouvernement du Québec fait l’acquisition des portions québécoises de l'ancienne seigneurie de Madawaska. Cet achat a pour but de régulariser les approvisionnements forestiers des autres compagnies forestières de la région. À partir de 1996, le gouvernement entreprend des études dans le but de rechercher des sites potentiels pour la création de parcs dans le Sud de la province. Pour ce qui est des monts Notre-Dame, sept sites ont été analysés, dont celui du lac Témiscouata. Une analyse comparative doublée d’un survol aérien permet de déterminer qu'il est le plus représentatif de sa région naturelle. En 2003, la municipalité régionale de comté de Témiscouata fait la demande au gouvernement pour qu'il mette de l’avant le projet de création du parc national. La consultation publique en vue de la création du parc a eu lieu en juin 2008. Le 18 novembre 2009, le gouvernement décrète la création du parc national du Lac-Témiscouata.

## Activités

### Protection environnementale

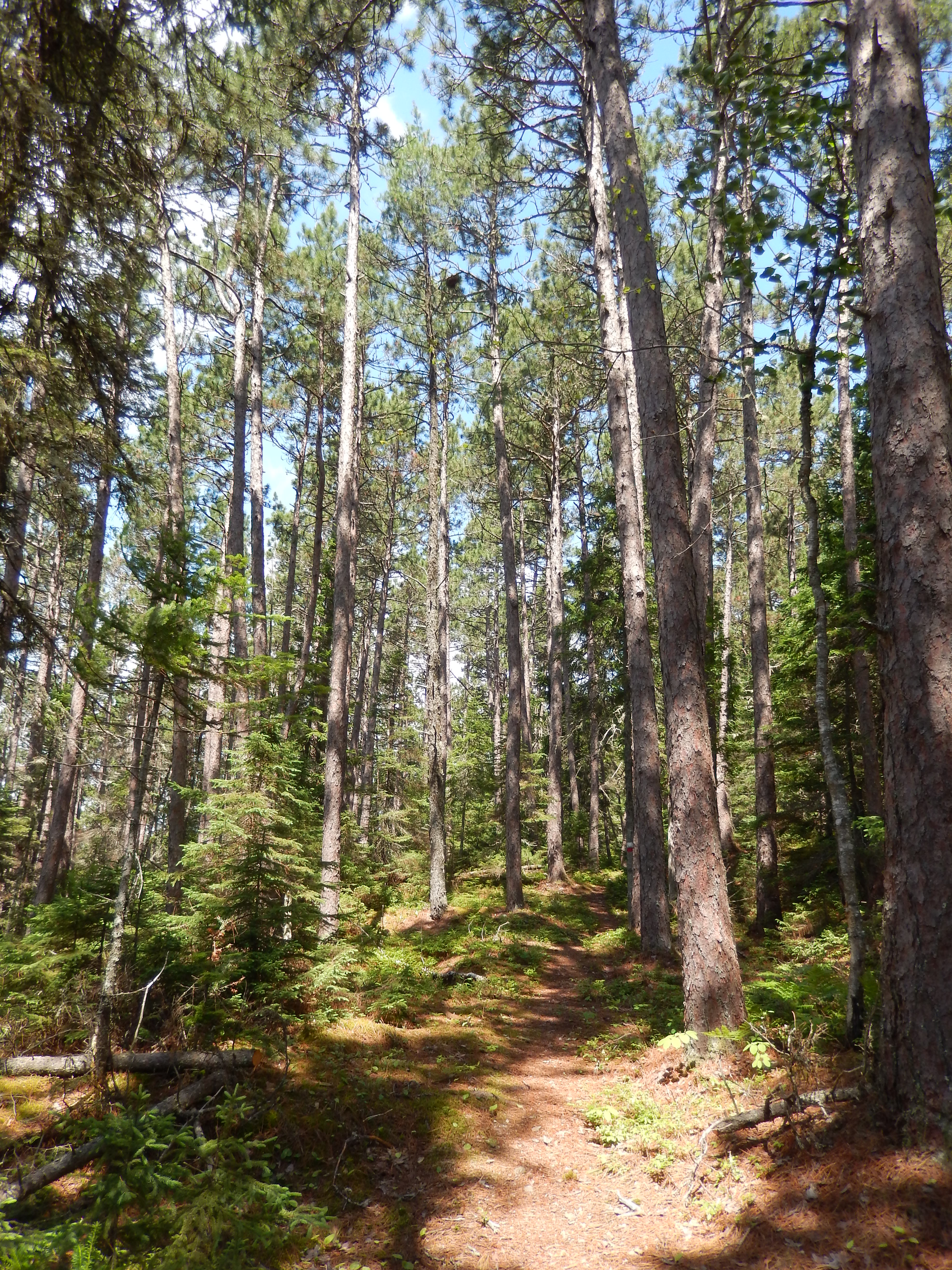
Forêt de pin rouge au sommet de la montagne.

La montagne du Fourneau est située entièrement dans le parc national du Lac-Témiscouata, un parc provincial de 176,5 km2 créé en 2009 dont la mission est de protéger des paysages caractéristiques de la région naturelle des monts Notre-Dame. Le flanc occidental de la montagne est aussi protégé depuis 2003 par la forêt rare de la Montagne-à-Fourneau, un écosystème forestier exceptionnel de 207 ha, dans le but de protéger une forêt de Pins rouges accompagnés de Pins blancs, un peuplement forestier très rare dans l'Est du Québec permis par un fort taux d'humidité et une absence de feux de forêt. Le sud-est de la montagne fait aussi partie d'un refuge biologique de 394,2 ha créé en 2003 visant à protéger les vieilles forêts de l'industrie forestière.

### Randonnée
Le sommet de la montagne est accessible par le sentier de la Montagne-du-Fourneau, une boucle de 5,5 km de long qui commence au centre de découverte et de services du parc national. Ce sentier permet d'observer la pinède classée écosystème forestier exceptionnel et offre des points de vue sur le lac et Cabano.
La montagne est aussi située sur le parcours d'un sentier de longue randonnée, le tronçon Montagne-du-Fourneau du sentier national, dont la section du Bas-Saint-Laurent permet de relier Trois-Pistoles à Dégelis en passant par le parc national. Le tronçon de 9,6 km est accessible à partir du sentier Sutherland et du centre de découverte et de service. Des refuges sont situés aux extrémités du tronçon, aux cascades Sutherland et à la plage du Curé-Cyr. Il est aussi possible de parcourir le sentier l'hiver en raquette à neige.